# Gleby brunatne kwaśne
Gleby brunatne kwaśne (dystroficzne) zawierają największe ilości ogólnych form fosforu, potasu, wapnia i magnezu. Są one bardzo mało żyzne. Występują w całej Polsce, jednak najliczniej w województwach: zachodniopomorskim, pomorskim, warmińsko-mazurskim.
Gleby brunatne, bielicowe i płowe zajmują niemal 82% powierzchni Polski.